# Bainet
Bainet este o comună din arondismentul Bainet, departamentul Sud-Est, Haiti, cu o suprafață de 300,6 km2 și o populație de 78.896 locuitori (2009).